# Света Богородица (Йелошник)
„Света Богородица“ (на македонска литературна норма: „Света Богородица“) е възрожденска църква в тетовското село Йелошник, Северна Македония, част от Тетовско-Гостиварската епархия на Македонската православна църква – Охридска архиепископия. Църквата е изградена в 1872 година на основите на по-стара църква вероятно от XVII век.
Църквата, подобно на множество християнски храмове в Тетовско, пострадва по време на Военния конфликт в Република Македония в 2001 година. Тя е разбита, осквернена, ограбена, прозорците са разбити, интериорът е разрушен, иконите откраднати и на фреските са нанесени перманентни вреди.